# Herrenhaus von Wyczółki

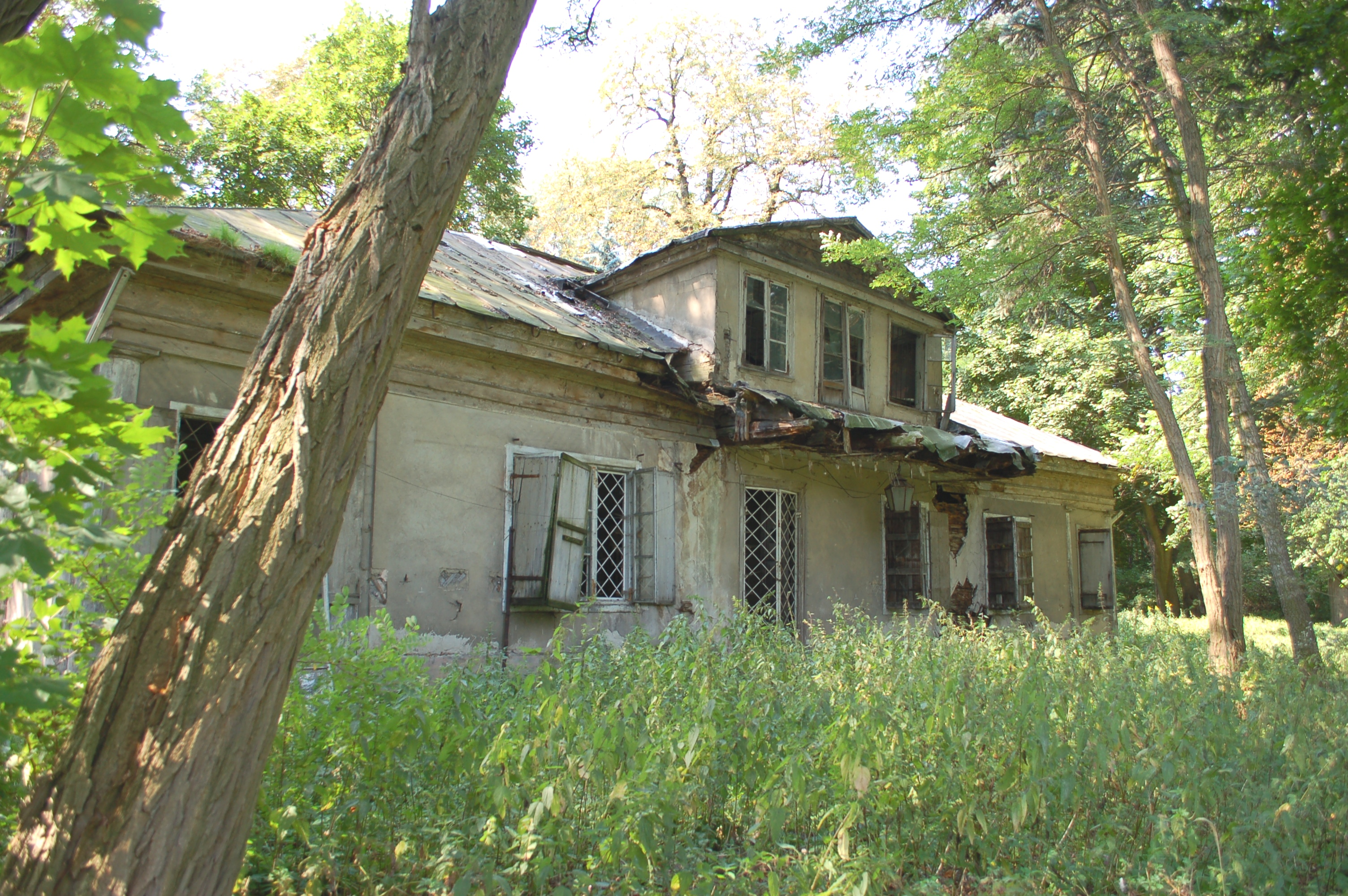
Die Frontfassade des verfallenen Herrenhauses

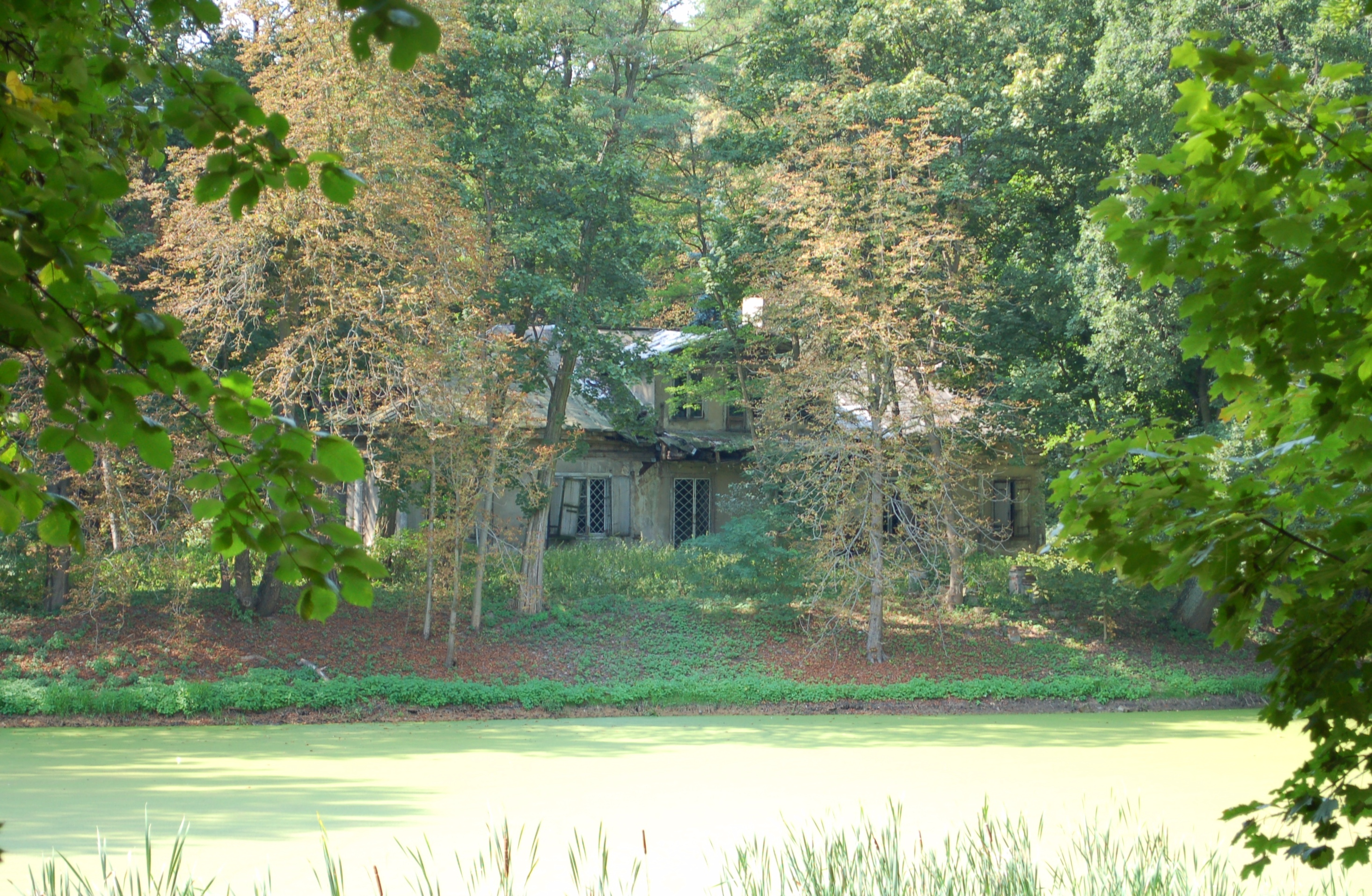
Ansicht des Gebäudes von der Łączyny aus über den ostwärts vorgelagerten Teich

Das Herrenhaus von Wyczółki (poln.: Dwór na Wyczółkach) wurde Ende des 19. Jahrhunderts errichtet und befand sich in dem mittlerweile nach Warschau eingemeindeten Dorf Wyczółki.
Das aus Holz errichtete und verputzte Gebäude mit der Anschrift Ulicy Łączyny 53 liegt in der nordwestlichen Spitze des Distriktes Ursynów, rund 350 Meter westlich der Pferderennbahn Służewiec. Es ist vermutlich ein Umbau einer hier 1805 errichteten Residenz des Kastellans F. Krotkowski. Das Herrenhaus wurde am 23. April 1965 unter Denkmalschutz gestellt (Nr. 641/1), der zugehörige Park am 1. Juli 1965 (Nr. 643/2). Das Gebäude befindet sich in einem baufälligen Zustand. Ebenso wie der das Anwesen umgebende, ungepflegte Park (ursprünglich im englischen Stil angelegt) gehört das Anwesen einer Privatperson und kann nicht betreten werden.
Das eingeschossige Herrenhaus steht auf einem rechteckigen Grundriss. An der nach Osten weisenden Eingangsseite befindet sich ein Dreiecksgiebel, der Zutritt zu einem heute nicht mehr vorhandenen Balkon ermöglichte. Die den Balkon stützenden vier Eingangssäulen existieren ebenfalls nicht mehr. Auf der Nordseite des Walmdaches gab es ein größeres, auf der West- sowie Südseite je zwei kleinere Gaubenfenster.
Der Park hat eine Größe von drei Hektar und beinhaltet eine kleine Teichlandschaft. Dem zweiteiligen, 5.000 Quadratmeter großen Berensewicz-Teich (Staw Berensewicza) dessen größeres Becken an der Frontfassade des Herrenhauses liegt, werden von dem Służewiec-Bach (Potok Służewieckiego) sowie dem Grabowski-Graben (Rowu Grabowskiego) Wasser zugeführt. Im Jahr 2004 wurden die Wasseranlagen saniert, um die historische Ordnung wiederherzustellen. Ein weiteres rund 130 Meter nordwärts des Herrenhauses stehendes Wohngebäude gehört ebenfalls zu dem Ensemble.